# Wojciech Moskal
Wojciech Moskal (ur. 1958) – polski podróżnik, oceanolog i polarnik.

## Życiorys
W 1995 wspólnie z Markiem Kamińskim przeprowadził pierwszą polską ekspedycję na biegun północny. Jej zapisem była wydana w 1996 książka Nie tylko biegun.
W 1997 był pierwszym polskim zdobywcą Góry Newtona na Spitsbergenie (wraz z Tomaszem Schrammem, Wojciechem Jazdonem i Andrzejem Śmiałym).
Jest członkiem honorowym Komitetu Badań Polarnych Polskiej Akademii Nauk, na stałe pracuje w Instytucie Oceanologii PAN.
Brał udział w tworzeniu filmu dokumentalnego Koniec Rosji Michała Marczaka z 2010 jako konsultant do spraw polarnych.
W marcu 2017 wraz z Adamem Wajrakiem powrócił do Arktyki, by dokumentować zmiany zachodzące w tamtejszej przyrodzie w związku z globalnym ociepleniem.